# مسرحية الآلام
نوع من المسرحيات تدور حول آلام المسيح، وموته، وقيامه. انتشرت في القرون الوسطى، وكانت تمثل باللاتينية، ثم صارت تمثل بالألمانية منذ القرن 15، وبقى من آثارها ذلك التمثيل السنوي الذي يقام ببلدة أوبرامرجادو [الإنجليزية] في الألب البافارية، وفيه تمثل حياة المسيح منذ دخوله أورشليم إلى قيامه من بين الأموات.

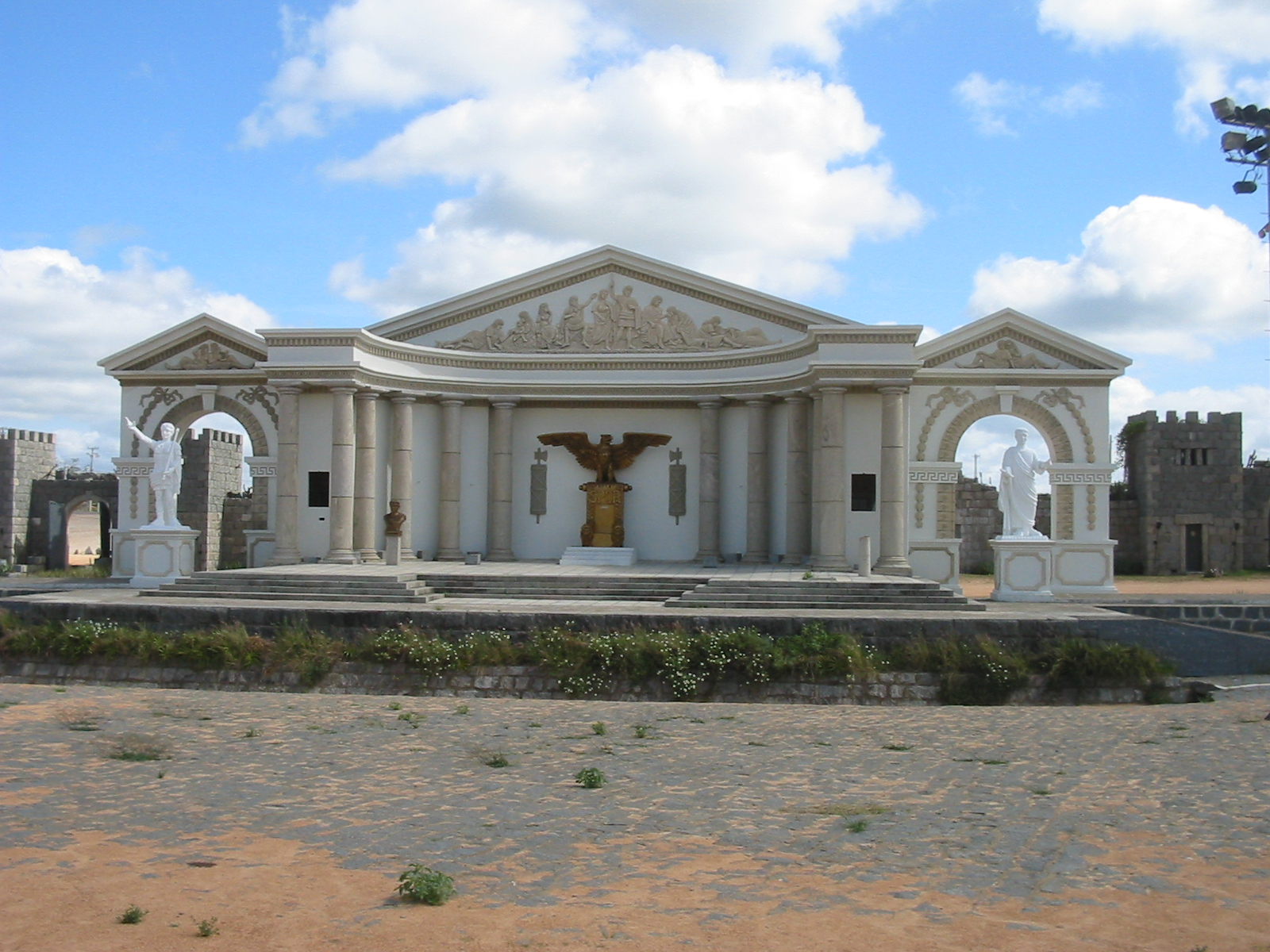
مسرح الآلام الروماني بالقدس الجديدة.

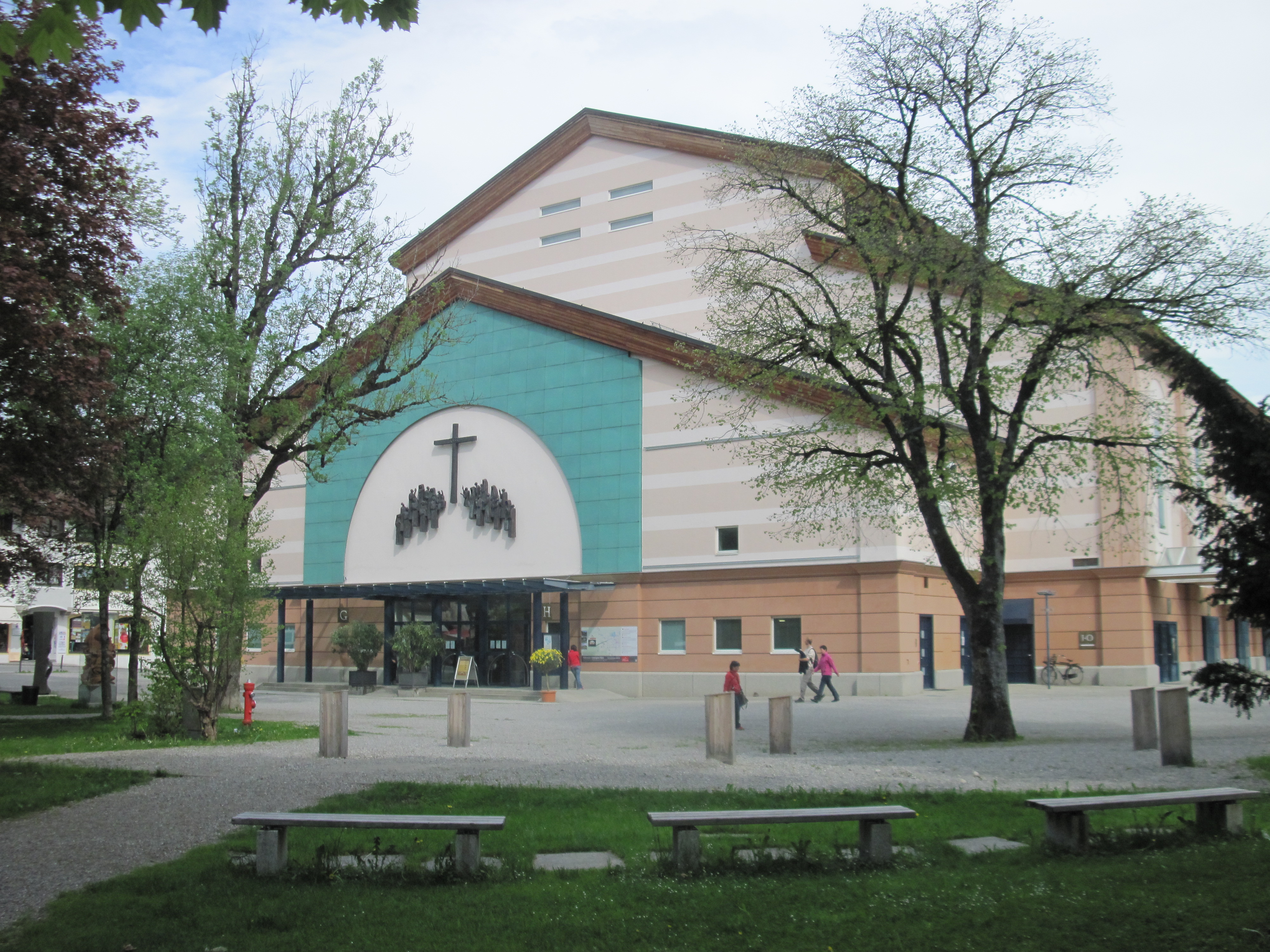
مسرح بلدة أوبرامرجادو.

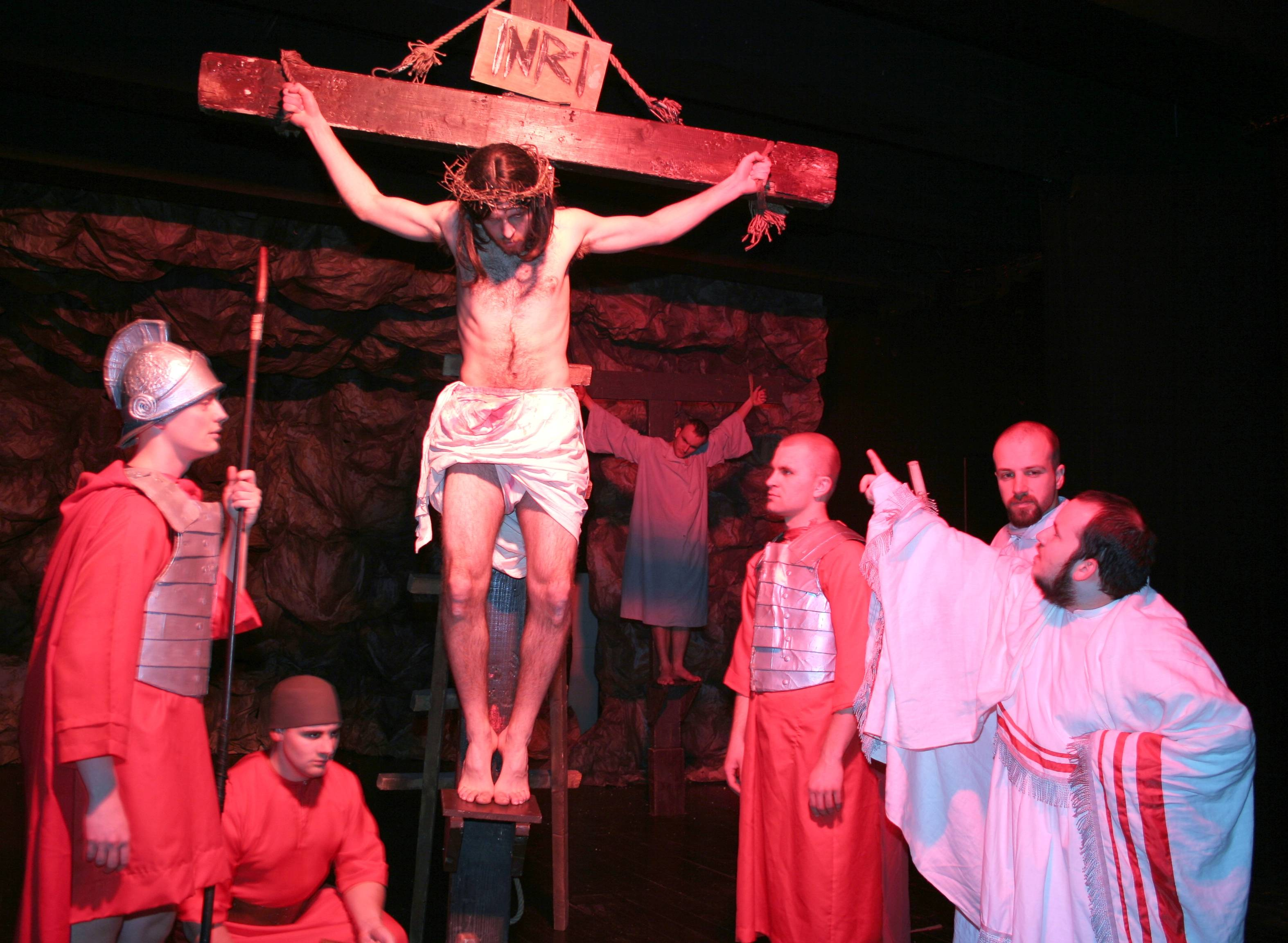
جانب من مسرحية في بولندا

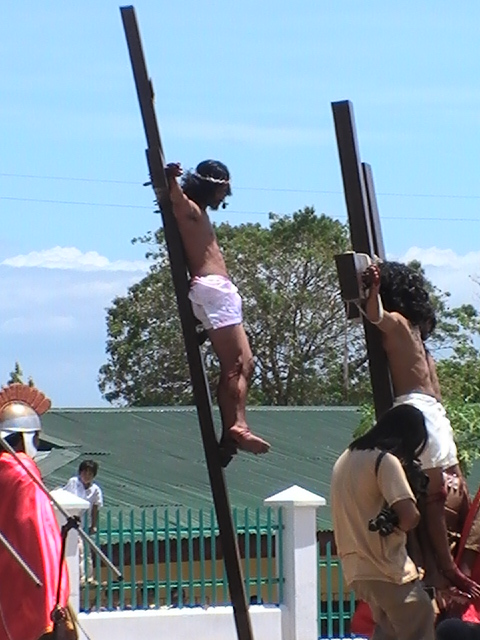
جانب من العرض في الفليبين